# Saul Wahl
Saul Wahl (Saul Judycz, Saul ben Judah Wahl, Saul ben Samuel Katzenellenbogen, hebräisch שאול ואהל; geboren ca. 1541 in Padua; gestorben 1617 in Brest-Litowsk) war ein jüdischer Kaufmann, Hofjude, Zoll- und Salzpächter und Vorsteher der jüdischen Gemeinde in Brest-Litowsk. Der Legende nach soll er einen Tag lang König Polens gewesen sein.

## Leben

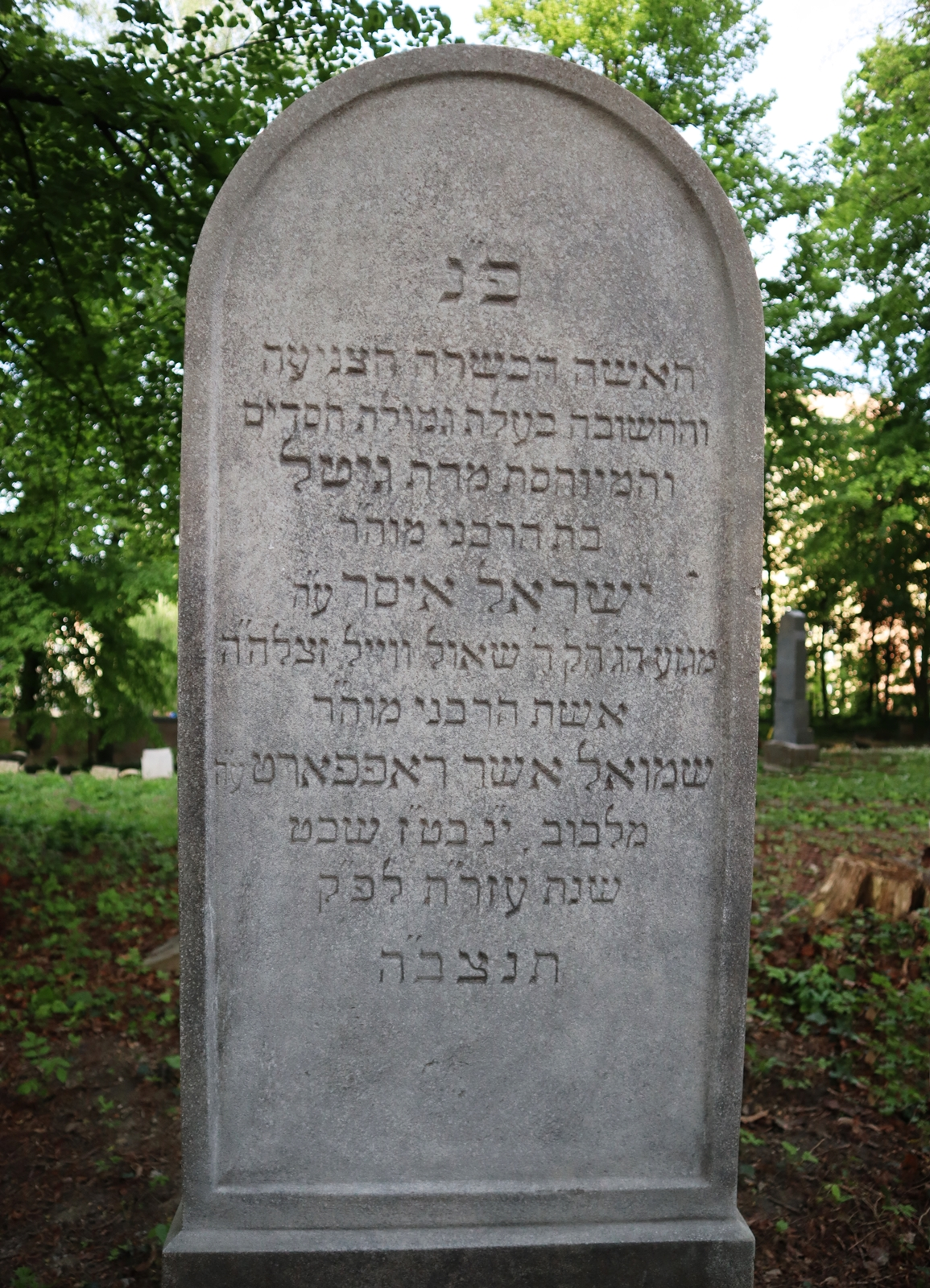
Grabstein auf dem neuen jüdischen Friedhof in Teschen (Schlesien) mit einer Inschrift, die besagt, dass er Gitel Rapaport gedenkt, die im Jahr 1917 verstarb, deren Vater Israel Ozer „aus dem Geschlecht des heiligen Gaon, des gelehrten Herrn Saul Wahl“ stammte.

Saul Wahl, in offiziellen Dokumenten Saul Judycz, wurde in Padua als Sohn des dortigen aschkenasischen Rabbiners Samuel Judah ben Meir Katzenellenbogen (1521–1597) geboren. In seiner Jugend ging Wahl zum Studium nach Brest-Litowsk im Großfürstentum Litauen, wo er später ein wohlhabender Kaufmann wurde. 1578 erhielt er von König Stephan Báthory die Salzpacht für das gesamte Großfürstentum Litauen, 1580 zusätzlich noch die Pacht der Salzmine Wieliczka in der Nähe von Krakau. 1589 verlieh ihm König Sigismund III. den Titel servus regis (königlicher Diener), verbunden mit der Berechtigung, eine goldene Kette zu tragen und ein eigenes Wappen zu führen.
Wahl war einer der Vorsteher (hebräisch Parnas) der jüdischen Gemeinde von Brest-Litowsk und Vertreter der litauischen Juden im Rat der Länder (hebräisch Wa'ad ha Aratzot), der Vertretung der Juden in Litauen-Polen. Er setzte sich mit Erfolg für die jüdischen Interessen in Brest-Litowsk ein. So führte er 1592 gegen das Stadtgericht Beschwerde und setzte durch, dass Entscheidungen in jüdischen Angelegenheiten auf der Grundlage des polnischen Landrechts und nicht nach Magdeburger Recht gefällt wurden, das die Juden stark benachteiligte. Ein Jahr später setzte er sich erfolgreich gegen den Brester Starosten zur Wehr und erreichte, dass bei Rechtsstreitigkeiten unter Juden allein das rabbinische Gericht (hebräisch Beth Din) als zuständig anerkannt wurde.
Wahl errichtete ein Lehrhaus (Klaus) sowie wohltätige Stiftungen in Brest-Litowsk und ließ eine Frauengalerie in der Synagoge in Erinnerung an seine Frau erstellen. Einer seiner Söhne, Meir Katzenellenbogen-Wahl, wurde Rabbiner in Brest-Litowsk und einer der Begründer des Rats des Großfürstentums Litauen (hebräisch Wa'ad medinas Lito), der sich 1623 vom Rat der Länder abspaltete.
Der in mehreren Varianten überlieferten Legende nach soll Wahl 1587 während des Interregnums nach dem Tod Stefan Batorys von Prinz Nikolaus Christoph Radziwill, der in Padua Hilfe von Wahls Vater erhalten hatte, als polnischer König für einen Tag eingesetzt worden sein und in dieser Zeit mehrere für die Juden günstige Gesetze erlassen haben.